# Shawn Mendes: In Wonder
Shawn Mendes: In Wonder é um documentário norte-americano de 2020 dirigido por Grant Singer. O filme gira em torno do cantor e compositor Shawn Mendes e retrata sua vida cotidiana e no palco, bem como sua batalha contra a depressão e a ansiedade.
Foi lançado em 23 de novembro de 2020 pela Netflix e serve como um prelúdio para seu quarto álbum de estúdio, Wonder (2020).

## Sinopse
Um retrato da vida do cantor e compositor, narrando os últimos anos de sua ascensão e jornada.

## Elenco
- Shawn Mendes
- Camila Cabello
- Aaliyah Mendes
- Karen Rayment
- Manuel Mendes
- Cez Darke
- Andrew Gertler

## Lançamento
O filme foi lançado em 23 de novembro de 2020.

## Recepção
No site do agregador de resenhas Rotten Tomatoes, o filme tem uma taxa de aprovação de 47% com base em 15 resenhas, com uma classificação média de 6,4 / 10.
Ryan Lattanzio do IndieWire deu ao filme um C e disse: "É uma pena que o veículo de documentário que o cerca não seja mais aberto sobre o homem sob os espancadores de mulheres e jeans skinny herméticos que causa tantos desmaios, mas certamente deve, às vezes , sinta-se solitário tarde da noite como o resto de nós."
Robyn Bahr, do The Hollywood Reporter, fez uma crítica negativa ao filme, afirmando "Quando acabou, eu não tinha certeza se tinha assistido a nada".
Vários críticos compararam o filme ao documentário da Netflix de Taylor Swift em 2020, Miss Americana, com muitos comentando que In Wonder tentou seguir seus passos, mas não exibiu a turbulência da fama, turbilhão emocional e revelação da Miss Americana.